# Личный чемпионат СССР по шахматной композиции 1992
Личный чемпионат СССР по шахматной композиции 1992 года — 19-й личный чемпионат.

## Общие сведения
В XIX личном чемпионате СССР участвовали шахматные композиции, опубликованные в 1987—1988. К участию в полуфинале чемпионата допускались гроссмейстеры и мастера по шахматной композиции, победители международных и всесоюзных соревнований (по 5 человек) и республиканских (по 3). В каждом из четырёх традиционных разделов композитор мог участвовать не более чем с шестью произведениями, из них любое количество могло быть составлено в соавторстве. Судейская коллегия (по 3 арбитра в разделе) оценивала все поступившие работы по 15-балльной шкале. Каждое произведение получало оценку, равную среднему арифметическому баллов трёх судей. Авторы 20 лучших работ раздела попадали в финал, где участвовало не более четырёх лучших произведений каждого финалиста, из них не более двух коллективных произведений. Коллективные задачи и этюды приносили своим авторам такие же оценки, как и произведения, созданные без соавторства.
Главный судья — А. Гуляев (Москва). Судьи разделов:
- Двухходовки — Я. Владимиров (Москва), И. Кисис (Латвия), Ю. Сушков (Санкт-Петербург);
- Трёхходовки — Е. Богданов (Львов), Л. Загоруйко (Москва), М. Кузнецов (Ярославль);
- Многоходовки — Л. Загоруйко (Москва), К. Почтарёв (Санкт-Петербург)[4], Р. Тавариани (Тбилиси);
- Этюды — В. Нестореску (Румыния), Я. Русинек (Польша), Г. Умнов (Подольск).

Начатый в советский период (срок присылки композиций — не позднее 15 марта 1990 года), чемпионат закончился в 1992 году, когда перестали существовать СССР, Госкомспорт СССР и Всесоюзная шахматная федерация. Выполнившие норматив Мастера спорта СССР этюдист Вячеслав Ануфриев, проблемисты Анатолий Слесаренко, Валерий Шаньшин, Владимир Кожакин впоследствии получили право на присвоение звания Мастера спорта России. 
XIX чемпионат стал последним для шахматных композиторов СССР. Следующий личный чемпионат был объявлен в 1992 году и имел статус открытого чемпионата России. К участию допускались все составители, проживавшие на территории бывшего Советского Союза, с произведениями, опубликованными в период с 1989 по 1991 год.

## Двухходовки
Судьи — Я. Владимиров (Москва), И. Кисис (Латвия), Ю. Сушков (Санкт-Петербург). 
1. А. Слесаренко (Дубна) — 51 балл; 

2. В. Шаньшин (Ош) — 50,7; 

3. А. Домбровскис (Рига) — 48,3; 

4. Ю. Антонов (Волгоград) — 48; 

5. Я. Россомахо (Санкт-Петербург) — 48; 

6. В. Попов (Самара) — 48; 

7. В. Мельниченко (Котовск) — 47,7
8. А. Лобусов (Москва) — 47,4; 

9. В. Рычков (Верхний Тагил) — 46; 

10. Г. Марковский (Краснодар) — 45,7; 

11—12. В. Лидер (Москва) и С. Федяков (Балхаш) — по 44,7; 

13. А. Мочалкин (Харьков) — 43,3. 

## Трёхходовки
Судьи — Е. Богданов (Львов), Л. Загоруйко (Москва), М. Кузнецов (Ярославль). 
1. А. Кузовков (Рыбница) — 48 баллов;

2. М. Марандюк (Новоселица) — 46,7;

3. А. Лобусов (Москва) — 46,4;

4. Я. Владимиров (Москва) — 44,6;

5. В. Кожакин (Магадан) — 43;

6. А. Домбровскис (Рига) — 35,9;

7. И. Сорока (Львовская обл.) — 34,6;

8. Я. Россомахо (Санкт-Петербург) — 32,7;

9. В. Сычев (Минск) — 31,7;

10. Н. Кулигин (Запорожье) — 29,3;

11. Н. Плетенев (Кировград) — 19,3;

12. Н. Лысенок (Минск) — 10.

## Многоходовки
Судьи — Л. Загоруйко (Москва), К. Почтарев (Санкт-Петербург), Р. Тавариани (Тбилиси). 
1. Я. Владимиров (Москва) — 52 балла;

2. А. Лобусов (Москва) — 47,3;

3. М. Марандюк (Новоселица) — 47;

4. А. Кузовков (Рыбница) — 46,3;

5. М. Кузнецов (Ярославль) — 46;

6. Е. Богданов (Львов) — 45;

7. Е. Фомичев (Нижний Новгород) — 43;

8. В. Рычков (Верхний Тагил) — 43;

9. А. Феоктистов (Московская обл.) — 42;

10. Б. Гельпернас (Вильнюс) — 35;

11. Ю. Гордиан (Одесса) — 33;

12. Ю. Фокин (Санкт-Петербург) — 24,7.

## Этюды
Судьи — В. Нестореску (Румыния), Я. Русинек (Польша), Г. Умнов (Подольск). 
1. О. Перваков (Москва) — 50,7 балла; 

2. В. Козырев (Морозовск) — 48; 

3. Д. Гургенидзе (Грузия) — 46,7; 

4. В. Ануфриев (Тула) — 46,4; 

5. Н. Кралин (Москва) — 45,4; 

6. В. Виниченко (Новосибирск) — 41,7; 

7. М. Громов (Владимир) — 41; 

8. П. Арестов (Красногорск) — 40; 

9. А. Максимовских (с. Загайново, Курганская область) — 38,7; 

10. С. Захаров (Санкт-Петербург) — 38,3; 

11. А. Манвелян (Ереван) — 32,3; 

12. Н. Рябинин (Жердевка) — 27,4; 

13. Л. Митрофанов (Санкт-Петербург) — 22,3; 

14—15. В. Кондратьев и А. Копнин (оба Челябинск) — 20. 